# Lotta greco-romana ai Giochi della XVII Olimpiade - Pesi massimi
La competizione della categoria pesi massimi (oltre 87 kg) di lotta greco-romana dei Giochi della XVII Olimpiade si è svolta dal 26 al 31 agosto 1960 alla Basilica di Massenzio a Roma. 

## Formato
Ad ogni incontro venivano assegnate le seguenti penalità:
- 0 = Al vincitore per schienata
- 1 = Al vincitore ai punti
- 2 = In caso di pareggio
- 3 = Allo sconfitto ai punti
- 4 = Allo sconfitto per schienata

Con sei penalità o più il lottatore veniva eliminato.

## Risultati
| Legenda                                  | Legenda |
| ---------------------------------------- | ------- |
| Lottatore con 6 penalità o più Eliminato |         |

### 1º Turno
Si è disputato il 26 agosto
| Vincitore         | Pen. | Risultato | Sconfitto         | Pen. |
| ----------------- | ---- | --------- | ----------------- | ---- |
| István Kozma      | 1    | Ai punti  | Dale Lewis        | 3    |
| Radoslav Kasabov  | 1    | Ai punti  | Adelmo Bulgarelli | 3    |
| Lucjan Sosnowski  | 1    | Ai punti  | Viktor Ahven      | 3    |
| Bohumil Kubát     | 0    | Schienata | Kanji Shigeoka    | 4    |
| Wilfried Dietrich | 1    | Ai punti  | Ragnar Svensson   | 3    |
| Ivan Bogdan       | 0    | Schienata | Tan Tarı          | 4    |

### 2º Turno
Si è disputato il 27 agosto
| Vincitore         | Pen. | Risultato  | Sconfitto         | Pen. |
| ----------------- | ---- | ---------- | ----------------- | ---- |
| Adelmo Bulgarelli | 3    | Schienata  | Dale Lewis        | 7    |
| Radoslav Kasabov  | 2    | Ai punti   | István Kozma      | 4    |
| Bohumil Kubát     | 1    | Ai punti   | Viktor Ahven      | 6    |
| Lucjan Sosnowski  | 1    | Schienata  | Kanji Shigeoka    | 8    |
| Ragnar Svensson   | 5    | = Parità = | Tan Tarı          | 6    |
| Ivan Bogdan       | 2    | = Parità = | Wilfried Dietrich | 3    |

### 3º Turno
Si è disputato il 29 agosto
| Vincitore        | Pen. | Risultato  | Sconfitto         | Pen. |
| ---------------- | ---- | ---------- | ----------------- | ---- |
| István Kozma     | 5    | Ai punti   | Adelmo Bulgarelli | 6    |
| Lucjan Sosnowski | 3    | = Parità = | Radoslav Kasabov  | 4    |
| Bohumil Kubát    | 3    | = Parità = | Wilfried Dietrich | 5    |
| Ivan Bogdan      | 2    | Schienata  | Ragnar Svensson   | 9    |

### 4º Turno
Si è disputato il 31 agosto
| Vincitore         | Pen. | Risultato  | Sconfitto        | Pen. |
| ----------------- | ---- | ---------- | ---------------- | ---- |
| István Kozma      | 6    | Ai punti   | Lucjan Sosnowski | 6    |
| Wilfried Dietrich | 5    | Schienata  | Radoslav Kasabov | 8    |
| Ivan Bogdan       | 4    | = Parità = | Bohumil Kubát    | 5    |

## Classifica finale
| Pos.    | Atleta            | Nazione          |
| ------- | ----------------- | ---------------- |
| Oro     | Ivan Bogdan       | Unione Sovietica |
| Argento | Wilfried Dietrich | Germania         |
| Bronzo  | Bohumil Kubát     | Cecoslovacchia   |
| 4       | István Kozma      | Ungheria         |
| 5       | Lucjan Sosnowski  | Polonia          |
| 6       | Radoslav Kasabov  | Bulgaria         |
| 7       | Adelmo Bulgarelli | Italia           |
| 8       | Ragnar Svensson   | Svezia           |
| 9       | Viktor Ahven      | Finlandia        |
| 9       | Tan Tarı          | Turchia          |
| 11      | Dale Lewis        | Stati Uniti      |
| 12      | Kanji Shigeoka    | Giappone         |